# Survivor Series (2015)
Survivor Series 2015 fue la vigésimo novena edición de Survivor Series, un evento pago por visión de lucha libre profesional realizado por la WWE. Tuvo lugar el 22 de noviembre de 2015 desde el Philips Arena en Atlanta, Georgia. El tema oficial del evento fue "Warriors" de Imagine Dragons. Esta edición marcó la celebración de los 25 años del debut de The Undertaker en la WWE.

## Argumento
En Hell in a Cell, Seth Rollins derrotó a Kane y retuvo el Campeonato Mundial Peso Pesado de la WWE. La noche siguiente en Raw, ocho luchadores que fueron victoriosos en Hell in a Cell compitieron en luchas individuales y los ganadores se enfrentaron en un Fatal 4-Way match, con el ganador convirtiéndose en contendiente por el Campeonato Mundial Peso Pesado de la WWE en Survivor Series, en el que Roman Reigns ganó. Sin embargo, el 5 de noviembre, Rollins sufrió múltiples lesiones de rodilla en un evento en vivo en Dublín, Irlanda; por lo tanto, la lucha fue cancelada y el título dejado vacante, con un torneo siendo creado para coronar a un nuevo campeón. El torneo comenzó en el episodio del 9 de noviembre de Raw. Se trataba de 16 luchadores, con la final programada para Survivor Series para determinar al nuevo campeón. Ya que Roman Reigns era el contendiente original, Triple H trató de persuadir a Reigns a unirse a The Authority y al hacerlo, Reigns sería automáticamente colocado en la lucha por el campeonato; él se negó, obligándolo a competir en el torneo. En el episodio del 16 de noviembre de Raw, Reigns, Dean Ambrose, Kevin Owens y Alberto Del Rio avanzaron a las semifinales con victorias sobre Cesaro, Dolph Ziggler, Neville y Kalisto, respectivamente. Reigns luchará contra Del Río mientras que Owens luchará contra Ambrose en las semifinales en el evento.
En el episodio del 2 de noviembre de Raw, Paige derrotó a Becky Lynch, Brie Bella y Sasha Banks en un Fatal 4-Way match para ganar una lucha por el Campeonato de Divas ante Charlotte en Survivor Series.
En Hell in a Cell, The Wyatt Family atacó a The Undertaker después de haber perdido ante Brock Lesnar en un Hell in a Cell match y lo llevó fuera de la arena. La noche siguiente en Raw, Kane se enfrentó a The Wyatt Family, pero fue atacado y también llevado fuera de la arena. En el episodio del 9 de noviembre de Raw, The Undertaker y Kane regresaron como The Brothers of Destruction y atacaron a The Wyatt Family. En el episodio del 12 de noviembre de SmackDown, Bray Wyatt desafió a The Brothers of Destruction a una lucha por equipos en Survivor Series contra dos miembros elegidos de The Wyatt Family, que ellos aceptaron.
En el episodio del 22 de octubre de SmackDown, Tyler Breeze hizo su debut en la WWE y atacó a Dolph Ziggler. En el episodio del 29 de octubre de SmackDown, después de que Ziggler derrotó a The Miz, Breeze atacó a Ziggler. En el episodio del 2 de noviembre de Raw, Breeze distrajo a Ziggler durante su lucha contra Kevin Owens, permitiendo a Owens obtener la victoria. En el episodio del 19 de noviembre de SmackDown, después de que Breeze derrotó a Zack Ryder, Ziggler atacó a Breeze. Más tarde esa noche, se anunció que Ziggler se enfrentaría a Breeze en el evento.

## Amenaza del ISIS
El 21 de noviembre de 2015, el FBI anunció que estaban investigando una supuesta amenaza por el Estado Islámico sobre Survivor Series. El FBI emitió la siguiente declaración: «El FBI está al tanto de los informes de una supuesta amenaza que incluye un lugar de Atlanta, Georgia, y otros eventos. Aunque tomamos todas las amenazas en serio, no tenemos información específica o creíble de un ataque en este momento. Sin embargo, hacemos las notificaciones apropiadas a medida que continuamos trabajando de cerca con nuestra aplicación de la ley y los socios del sector privado para mantener nuestra comunidad segura». International Business Times informó que el grupo de hackers Anonymous fueron los encargados de descubrir la información. WWE publicó una declaración, alegando que el espectáculo continuaría como estaba previsto.

## Resultados
- Kick-Off: Goldust, The Dudley Boyz (Bubba Ray Dudley & D-Von Dudley) Neville & Titus O'Neil derrotaron a Stardust, The Ascension (Konnor & Viktor), The Miz & Bo Dallas en un Traditional Survivor Series Elimination Tag Team Match. (18:10)[14]

| N.º               | Luchador          | Equipo                                                 | Eliminado por                                          | Técnica de eliminación                                 | Tiempo[15]                                             |                                                        |
| ----------------- | ----------------- | ------------------------------------------------------ | ------------------------------------------------------ | ------------------------------------------------------ | ------------------------------------------------------ | ------------------------------------------------------ |
| 1                 | Viktor            | The Cosmic Wasteland, The Miz & Bo Dallas              | Goldust                                                | «Snap Scoop Powerslam»                                 | 0:30                                                   |                                                        |
| 2                 | Konnor            | The Cosmic Wasteland, The Miz & Bo Dallas              | Bubba Ray                                              | «Uranage»                                              | 5:27                                                   |                                                        |
| 3                 | Neville           | The Dudley Boyz, Goldust, Neville & Titus O'Neil       | The Miz                                                | «Bo-Dog» de Dallas y «Skull-Crushing Finale»           | 8:40                                                   |                                                        |
| 4                 | The Miz           | The Cosmic Wasteland, The Miz & Bo Dallas              | Goldust                                                | «Schoolboy»                                            | 8:47                                                   |                                                        |
| 5                 | Bo Dallas         | The Cosmic Wasteland, The Miz & Bo Dallas              | Titus O'Neil                                           | «Clash of the Titus»                                   | 17:20                                                  |                                                        |
| 6                 | Stardust          | The Cosmic Wasteland, The Miz & Bo Dallas              | D-Von                                                  | «3D»                                                   | 18:10                                                  |                                                        |
| Sobreviviente(s): | Sobreviviente(s): | Goldust, Titus O'Neil, Bubba Ray Dudley & D-Von Dudley | Goldust, Titus O'Neil, Bubba Ray Dudley & D-Von Dudley | Goldust, Titus O'Neil, Bubba Ray Dudley & D-Von Dudley | Goldust, Titus O'Neil, Bubba Ray Dudley & D-Von Dudley | Goldust, Titus O'Neil, Bubba Ray Dudley & D-Von Dudley |
- Roman Reigns derrotó al Campeón de los Estados Unidos Alberto Del Rio (con Zeb Colter) en la semifinal del torneo por el vacante Campeonato Mundial Peso Pesado de la WWE. (14:01)[16]
  - Reigns cubrió a Del Rio después de un «Spear».
  - El Campeonato de los Estados Unidos de Del Rio no estuvo en juego.
  - Como resultado, Reigns avanzó a la final del torneo.
- Dean Ambrose derrotó al Campeón Intercontinental Kevin Owens en la semifinal del torneo por el vacante Campeonato Mundial Peso Pesado de la WWE. (11:19)[17]
  - Ambrose cubrió a Owens después de un «Dirty Deeds».
  - El Campeonato Intercontinental de Owens no estuvo en juego.
  - Como resultado, Ambrose avanzó a la final del torneo.
- Ryback, The Usos (Jey Uso & Jimmy Uso) & The Lucha Dragons (Kalisto & Sin Cara) derrotaron a The New Day (Big E, Kofi Kingston & Xavier Woods), Sheamus & King Barrett en un Traditional Survivor Series Elimination Tag Team Match. (17:33)[18]

| N.º               | Luchador          | Equipo                               | Eliminado por             | Técnica de eliminación                                                 | Tiempo[15]                |                           |
| ----------------- | ----------------- | ------------------------------------ | ------------------------- | ---------------------------------------------------------------------- | ------------------------- | ------------------------- |
| 1                 | King Barrett      | The New Day, Sheamus & King Barret   | Sin Cara                  | «Senton Bomb»                                                          | 7:46                      |                           |
| 2                 | Jimmy Uso         | The Usos, The Lucha Dragons & Ryback | Xavier Woods              | Combinación de «Backbreaker Rack» y «Double Stomp» de Woods y Kingston | 9:22                      |                           |
| 3                 | Sin Cara          | The Usos, The Lucha Dragons & Ryback | Sheamus                   | «Brogue Kick»                                                          | 10:42                     |                           |
| 4                 | Big E             | The New Day, Sheamus & King Barret   | Jey Uso                   | «Uso Splash»                                                           | 11:30                     |                           |
| 5                 | Kofi Kingston     | The New Day, Sheamus & King Barret   | N/A                       | Abandonaron la lucha junto con Big E después de ser eliminado.         |                           |                           |
| 5                 | Xavier Woods      | The New Day, Sheamus & King Barret   | N/A                       | Abandonaron la lucha junto con Big E después de ser eliminado.         |                           |                           |
| 6                 | Sheamus           | The New Day, Sheamus & King Barret   | Ryback                    | «Shell Shocked»                                                        | 17:33                     |                           |
| Sobreviviente(s): | Sobreviviente(s): | Ryback, Kalisto & Jey Uso            | Ryback, Kalisto & Jey Uso | Ryback, Kalisto & Jey Uso                                              | Ryback, Kalisto & Jey Uso | Ryback, Kalisto & Jey Uso |
- Charlotte derrotó a Paige y retuvo el Campeonato de Divas. (14:15)[19]
  - Charlotte forzó a Paige a rendirse con un «Figure Eight».
- Tyler Breeze (con Summer Rae) derrotó a Dolph Ziggler. (6:40)[20]
  - Breeze cubrió a Ziggler después de un «Unprettier».
- The Brothers of Destruction (The Undertaker & Kane) derrotaron a  The Wyatt Family (Bray Wyatt & Luke Harper) (con Braun Strowman & Erick Rowan). (10:19)[21]
  - The Undertaker cubrió a Harper después de un «Tombstone Piledriver».
- Roman Reigns derrotó a Dean Ambrose en la final del torneo y ganó el vacante Campeonato Mundial Peso Pesado de la WWE. (9:02)[22]
  - Reigns cubrió a Ambrose después de un «Spear».
  - Después de la lucha, Reigns y Ambrose se abrazaron en señal de respeto.
  - Después de la lucha, Triple H salió a celebrar junto a Reigns, pero Reigns le aplicó un «Spear».
  - Después de la lucha, Reigns fue atacado por Sheamus.
- Sheamus derrotó a Roman Reigns y ganó el Campeonato Mundial Peso Pesado de la WWE. (0:34)[22]
  - Sheamus cubrió a Reigns después de un «Brogue Kick».
  - Sheamus canjeó su contrato de Money in the Bank.
  - Después de la lucha, Triple H celebró con Sheamus.

### Torneo por el vacante Campeonato Mundial Peso Pesado de la WWE
|  | Octavos de final                                 | Octavos de final                                 |                 |       | Cuartos de final      | Cuartos de final      |  |  | Semifinales     | Semifinales     |  |  | Final           | Final           |
|  | Raw (9 de noviembre) SmackDown (12 de noviembre) | Raw (9 de noviembre) SmackDown (12 de noviembre) |                 |       | Raw (16 de noviembre) | Raw (16 de noviembre) |  |  | Survivor Series | Survivor Series |  |  | Survivor Series | Survivor Series |
|  |                                                  |                                                  |                 |       |                       |                       |  |  |                 |                 |  |  |                 |                 |
|  |                                                  |                                                  |                 |       |                       |                       |  |  |                 |                 |  |  |                 |                 |
|  |                                                  |                                                  |                 |       |                       |                       |  |  |                 |                 |  |  |                 |                 |
|  | Roman Reigns                                     | Pin                                              |                 |       |                       |                       |  |  |                 |                 |  |  |                 |                 |
|  | Roman Reigns                                     | Pin                                              |                 |       |                       |                       |  |  |                 |                 |  |  |                 |                 |
|  | The Big Show                                     | 14:32                                            |                 |       |                       |                       |  |  |                 |                 |  |  |                 |                 |
|  | The Big Show                                     | 14:32                                            | Roman Reigns    | Pin   |                       |                       |  |  |                 |                 |  |  |                 |                 |
|  |                                                  |                                                  |                 | Pin   |                       |                       |  |  |                 |                 |  |  |                 |                 |
|  |                                                  | Cesaro                                           | 20:21           |       |                       |                       |  |  |                 |                 |  |  |                 |                 |
|  | Cesaro                                           | Cesaro                                           | 20:21           | Pin   |                       |                       |  |  |                 |                 |  |  |                 |                 |
|  | Cesaro                                           |                                                  |                 | Pin   |                       |                       |  |  |                 |                 |  |  |                 |                 |
|  | Sheamus                                          | 15:28                                            |                 |       |                       |                       |  |  |                 |                 |  |  |                 |                 |
|  | Sheamus                                          | 15:28                                            | Roman Reigns    | Pin   |                       |                       |  |  |                 |                 |  |  |                 |                 |
|  |                                                  |                                                  |                 | Pin   |                       |                       |  |  |                 |                 |  |  |                 |                 |
|  |                                                  | Alberto Del Rio                                  | 14:01           |       |                       |                       |  |  |                 |                 |  |  |                 |                 |
|  | Alberto Del Rio                                  | Alberto Del Rio                                  | 14:01           | Pin   |                       |                       |  |  |                 |                 |  |  |                 |                 |
|  | Alberto Del Rio                                  |                                                  |                 | Pin   |                       |                       |  |  |                 |                 |  |  |                 |                 |
|  | Stardust                                         | 8:52                                             |                 |       |                       |                       |  |  |                 |                 |  |  |                 |                 |
|  | Stardust                                         | 8:52                                             | Alberto Del Rio | Pin   |                       |                       |  |  |                 |                 |  |  |                 |                 |
|  |                                                  |                                                  |                 | Pin   |                       |                       |  |  |                 |                 |  |  |                 |                 |
|  |                                                  | Kalisto                                          | 10:04           |       |                       |                       |  |  |                 |                 |  |  |                 |                 |
|  | Kalisto                                          | Kalisto                                          | 10:04           | Pin   |                       |                       |  |  |                 |                 |  |  |                 |                 |
|  | Kalisto                                          |                                                  |                 | Pin   |                       |                       |  |  |                 |                 |  |  |                 |                 |
|  | Ryback                                           | 7:14                                             |                 |       |                       |                       |  |  |                 |                 |  |  |                 |                 |
|  | Ryback                                           | 7:14                                             | Roman Reigns    | Pin   |                       |                       |  |  |                 |                 |  |  |                 |                 |
|  |                                                  |                                                  |                 | Pin   |                       |                       |  |  |                 |                 |  |  |                 |                 |
|  |                                                  | Dean Ambrose                                     | 9:02            |       |                       |                       |  |  |                 |                 |  |  |                 |                 |
|  | Titus O'Neil                                     | Dean Ambrose                                     | 9:02            | 6:52  |                       |                       |  |  |                 |                 |  |  |                 |                 |
|  | Titus O'Neil                                     |                                                  |                 | 6:52  |                       |                       |  |  |                 |                 |  |  |                 |                 |
|  | Kevin Owens                                      | Pin                                              |                 |       |                       |                       |  |  |                 |                 |  |  |                 |                 |
|  | Kevin Owens                                      | Pin                                              | Kevin Owens     | Pin   |                       |                       |  |  |                 |                 |  |  |                 |                 |
|  |                                                  |                                                  |                 | Pin   |                       |                       |  |  |                 |                 |  |  |                 |                 |
|  |                                                  | Neville                                          | 10:44           |       |                       |                       |  |  |                 |                 |  |  |                 |                 |
|  | Neville                                          | Neville                                          | 10:44           | Pin   |                       |                       |  |  |                 |                 |  |  |                 |                 |
|  | Neville                                          |                                                  |                 | Pin   |                       |                       |  |  |                 |                 |  |  |                 |                 |
|  | King Barrett                                     | 10:04                                            |                 |       |                       |                       |  |  |                 |                 |  |  |                 |                 |
|  | King Barrett                                     | 10:04                                            | Kevin Owens     | 11:19 |                       |                       |  |  |                 |                 |  |  |                 |                 |
|  |                                                  |                                                  |                 | 11:19 |                       |                       |  |  |                 |                 |  |  |                 |                 |
|  |                                                  | Dean Ambrose                                     | Pin             |       |                       |                       |  |  |                 |                 |  |  |                 |                 |
|  | Dolph Ziggler                                    | Dean Ambrose                                     | Pin             | Pin   |                       |                       |  |  |                 |                 |  |  |                 |                 |
|  | Dolph Ziggler                                    |                                                  |                 | Pin   |                       |                       |  |  |                 |                 |  |  |                 |                 |
|  | The Miz                                          | 4:59                                             |                 |       |                       |                       |  |  |                 |                 |  |  |                 |                 |
|  | The Miz                                          | 4:59                                             | Dolph Ziggler   | 16:41 |                       |                       |  |  |                 |                 |  |  |                 |                 |
|  |                                                  |                                                  |                 | 16:41 |                       |                       |  |  |                 |                 |  |  |                 |                 |
|  |                                                  | Dean Ambrose                                     | Pin             |       |                       |                       |  |  |                 |                 |  |  |                 |                 |
|  | Dean Ambrose                                     | Dean Ambrose                                     | Pin             | Pin   |                       |                       |  |  |                 |                 |  |  |                 |                 |
|  | Dean Ambrose                                     |                                                  |                 | Pin   |                       |                       |  |  |                 |                 |  |  |                 |                 |
|  | Tyler Breeze                                     | 11:07                                            |                 |       |                       |                       |  |  |                 |                 |  |  |                 |                 |
|  | Tyler Breeze                                     | 11:07                                            |                 |       |                       |                       |  |  |                 |                 |  |  |                 |                 |